# Tropinka
Tropinka – dawna wieś, od 1998 niestandaryzowana część wsi Białowieża w Polsce, położona w województwie podlaskim, w powiecie hajnowskim, w gminie Białowieża, na obszarze Puszczy Białowieskiej.
Rozpościera się wzdłuż ulicy o nazwie Tropinka, w centrum Białowieży, ciągnącej się od cerkwi św. Mikołaja na wschód ku Parkowi Dyrekcyjnemu na długości 1,1 km. Leży równolegle do dawnej wsi (obecnie ulicy) Stoczek.
W latach 1975–1998 Tropinka administracyjnie należała do województwa białostockiego.
21 grudnia 1998 zniesiono nazwę Tropinka.